# Fasten Belt
I Fasten Belt (in inglese "allacciare la cintura") sono stati un gruppo musicale di rock alternativo, formatosi a Roma nella seconda metà degli anni ottanta, band di culto molto attiva fra gli anni 1985 e 1995.

## Storia del gruppo
I Fasten belt nascono nel 1986 a Roma, e grazie alla miscela di punk, hardcore, cavalcate psichedeliche e goth, diventano una delle band più apprezzate del panorama italico.
Il primo singolo edito dalla Lilly Records, No Dice (1987) è ignorato dalla critica, ma il primo album No Escape From Acid Hysteria uscito nel 1988 per la High Rise di Federico Guglielmi, che conteneva anche la cover di Safety in Numbers degli Adverts, ottiene una buona risonanza. Si esibiscono al fianco di band quali gli statunitensi Naked Prey gli australiani Hoodoo Gurus e gli inglesi Primal Scream.
Nel 1990 esce il secondo album My Blood My Sin My Madness (High Rise) meno istintivo e più duro del precedente e partecipano con una cover degli Who (Magic Bus) alla raccolta Who Are Them? (Face Records 1990). Nel 1991 i Fasten Belt prendono strade diverse Paolo Bertozzi (chitarra) e Alex Buccini (voce) fondano i Mind Waltz che daranno alle stampe un primo lp registrato dal vivo Exclusive Livetime Guarantee (Helter Skelter records 1993) e un secondo lp Naked mai uscito causa problemi con l'etichetta Helter Skelter.
Dopo anni di separazione (mai ufficiale) i Fasten Belt firmano con la BMG (Internoise) e con la formazione originale danno alle stampe il loro unico lavoro su major e cantato in italiano Vivi Il tuo tempo (1995). Il primo brano estratto Il volo entra nei primi posti della classifica dei singoli italiani e il video finisce al primo posto nella rotation di Videomusic votata dal pubblico.
Dopo una serie lungo tour e l'uscita del secondo singolo Brucia (BMG 1995) e del secondo video Yeah Yeah Yeah la band logorata da attriti interni insormontabili si scioglie ufficialmente nel 1997.
Una serie di bootleg registrati dal vivo gira in internet, ma da una intervista ad alcuni membri della band nasce la speranza di vedere pubblicato un DVD contenente materiale live e tutti gli album dei Fasten Belt, più rarità e cover mai realizzate in precedenza. Nel 2010 la band si è riunita nella formazione originale per festeggiare in una sola serata i 25 anni di attività suonando alla Locanda Atlantide di Roma. Nel gennaio 2012 il cantante storico Claudio Caleno veniva trovato senza vita nel suo appartamento. Il 18 aprile 2014 i Fasten Belt all'interno della manifestazione Ajò City Rockers hanno suonato cinque brani per ricordare il cantante scomparso. A settembre Lostunes Records ha pubblicato in formato CD il loro primo album No Escape from Acid Hysteria più inediti e tracce live. 
Paolo Spunk Bertozzi e Marco Di Nicolantonio sono stati attivi dal 2009 al 2022 con il gruppo 2Hurt, dedito a psichedelia e alternative folk, con 7 album in studio, 2 live e un EP all'attivo.

## Formazione
- Claudio Caleno - voce
- Massimo Bandiera - basso
- Marco Di Nicolantonio - batteria
- Paolo Spunk Bertozzi - chitarra
- Fabio Camerini - chitarra
- Alex Buccini - voce (My Blood My Sin My Madness)
- Oreste Pellegrino Lise - basso (Vivi Il Tuo Tempo)
- Federico Guglielmi - produttore

## Discografia
- No Dice -Single- 1987 (Lilly Records)
- No Escape From Acid Hysteria 1988 (High Rise)
- Your Tears/Without Dreams -Single- 1990 (High Rise)
- My Blood My Sin My Madness 1990 (High Rise)
- Magic Bus 'Compilation' Who Are Them (Face Records)
- Vivi Il Tuo Tempo - 1995 (Bmg)
- Il Volo -Single - 1995 (Bmg)
- Brucia -Single - 1995 (Bmg)
- Live At Uonna Club - 2006 (LostPunkRecords) ( Archiviato il 9 novembre 2007 in Internet Archive.
- No Escape From Acid Hysteria'Remastered Plus Live 2Cd Set'(Lostunes Records/High Rise) (2014)